# Rana Sultan
Rana Sultan, née le 9 avril 1977, est une journaliste, actrice et animatrice de télévision jordanienne.

## Biographie
Née à Amman en 1977, Rana poursuit ses études en journalisme à l’université de Yarmouk, et obtient une licence en radio et télévision en 2000.
Sa carrière professionnelle commence juste après l'obtention de son diplôme, comme animatrice de télévision à Radiodiffusion-télévision jordanienne. Elle a également joué dans le film jordanien « Capitain Abou Raed » en 2007, pour lequel elle a remporté le Prix de la meilleure actrice au Festival du film de Newport Beach en 2008 ,.
Rana est mariée à Bishr Hani Al-Khasawneh et mère de trois enfants.